# Anatella orbiculata
Anatella orbiculata är en tvåvingeart som beskrevs av Ostroverkhova och Izotov 1974. Anatella orbiculata ingår i släktet Anatella och familjen svampmyggor. Inga underarter finns listade i Catalogue of Life.